# Тенгел
Във фантастичната Средна земя на фентъзи-писателя Джон Роналд Руел Толкин Тенгел (на английски: Thengel) е шестнадесетия по ред крал на Рохан. Тенгел е роден през 2905 г. от Третата епоха на Средната земя. Той е единствения син на Фенгел и става крал след смъртта на своя баща през 2953 г. Т.Е.
Фенгел бил алчен човек и Тенгел прекарал своята младост заедно със семейството на майка си в Гондор. Именно там той среща своята бъдеща съпруга Морвен Еледвен. Известно време той живее заедно с нея в Гондор.
След смъртта на Фенгел Тенгел е призован да се върне и да поеме управлението на Рохан. Той неохотно се връща в Рохан, където е коронясан за крал. Заедно с Морвен Тенгел има общо пет деца - четири момичета и едно момче. Между тях са Теоден и сестра му Теодвин, която по-късно става майка на Еомер и Еовин. Докато живее в Гондор Тенгел научава синдарин.
Умира през 2980 г. от Третата епоха на Средната земя.